# Ngoyo
Ngoyo fue un reino del clan Woyo localizado al sur de Cabinda (actualmente República Democrática del Congo y Angola).

## Geografía
Localizado en la costa del océano Atlántico de África Central, al norte del río Congo, fue fundado por un pueblo Bantu en torno al siglo XV. La capital del país era Mbanza Ngoyo. 
Limitaba al norte con el reino de Kakongo (al sur del Reino de Loango), siendo el resto de su frontera natural el río Congo y el océano Atlántico, y compartiendo la desembocadura fluvial con el Reino del Congo.

## Historia
Ngoyo se menciona entre los títulos del rey Afonso I del Reino del Congo en 1535, al igual que Kakongo, su vecino. 
Hacia 1700, la región de Cabinda se convirtió en la principal proveedora para la trata de esclavos al norte de Luanda, y la economía del reino de Ngoyo se vio fuertemente afectada.
En 1783, el ejército de Ngoyo sumó sus fuerzas a las del ejército del reino de Kakongo en un intento de destruir un fuerte portugués en la zona. Finalmente, el estado se disolvió de facto en medio de una guerra civil entre pretendientes al trono en la década de 1830, tras el fracaso por parte de la nobleza del país en decidir un monarca sucesor. Tras ello, el país firmó en 1885 el Tratado de Simulambuco con el Reino de Portugal, integrándose en el protectorado de Cabinda junto a Cacongo y Loango.